# Per Mantiteo
Per Mantiteo è un'orazione di Lisia composta tra 394 e 389 a.C. Consiste in una Δοκιμασια, in cui Mantiteo si difende dall'accusa di essere stato cavaliere sotto il governo tirannico e anti-democratico dei trenta tiranni, il che non gli renderebbe possibile venir eletto membro della Βουλή (o come alcuni sostengono addirittura come arconte).

## Contenuto
L'accusato si difende asserendo di essere vissuto altrove per buona parte del governo dei trenta (404-403 a.C.) e di essere rientrato ad Atene solo poco prima che il governo cadesse, quando sarebbe stato impossibile farsi reclutare in quanto appena rimpatriato. Sostiene inoltre la scarsa attendibilità di un documento in base al quale si cercava di dimostrare la sua appartenenza alla cavalleria, portando come prova il fatto che il restaurato regime democratico non gli ha mai richiesto alcun rimborso delle indennità per l'equipaggiamento di cavaliere, richiesta che invece era stata fatta dai filarchi a tutti coloro che durante il regime dei trenta avevano militato nella cavalleria.
Per sostenere la sua posizione dà poi importanza al bilancio della vita trascorsa, contrassegnata da atti di generosità e di coraggio; infine nega che alcuni tratti anticonformisti e di ambizione che ammette appartenere della sua personalità possano essere usati dagli accusatori come prove contro di lui.